# Planota Činghaj Hoh Šil
Hoh Šil ali Kekešili (mongolsko za 'modri greben', tudi Aqêngangjai za 'gospodar desettisočih gora') je izolirana regija v severovzhodnem delu Tibetanske planote Činghaj. 7. julija 2017 je bil Hoh Šil v Činghaju uvrščen na seznam svetovne dediščine kot »največja in najvišja planota na svetu«.

## Geografija
Regija obsega 83.000 kvadratnih kilometrov na povprečni nadmorski višini 4800 metrov, razteza se v smeri vzhod-zahod med gorskima verigama Tangula in Kunlun na mejnih območjih jugozahodne kitajske Avtonomne pokrajine Tibet, severozahodne kitajske province Činghaj in kitajske Avtonomne pokrajine Šindžjang-Ujghur. Jugovzhodni del Hoh Šila, ki ga odmaka reka Čumar (楚瑪爾河), je eden glavnih izvirov reke Jangce. Preostali del regije je endoreičen, z drenažo v številna izolirana jezera; to območje hidrologi včasih opisujejo kot »jezersko območje Hoh Šil«. 45.000 kvadratnih kilometrov regije Hoh Šil, na povprečni nadmorski višini 4600 metrov, je bilo leta 1995 razglašeno za narodni naravni rezervat. Unescov seznam svetovne dediščine obsega zahodno polovico okrožja Džidoi in zahodni del okrožja Čumarlêb v Činghaju. Bukadaban Feng velja za del Hoh Šila.

## Geologija
Hoh Šil je vulkanski. Okoliško vulkansko polje severnega Tibeta vsebuje številne poznokenozojske vulkane. Na tem območju je več vulkanov v havajskem slogu. Bamaočiongzong pokriva površino 300 km² in vsebuje popolnoma ohranjeno zgradbo NE od vrha in tok lave, ki prekriva usedline kvartarnega jezera. Območje Bamaočiongzong vsebuje peralkalne fonolitske in foiditne kamnine. Jongbohu vsebuje pet dacitnih, trahiandezitnih in andezitnih odprtin. Čiangbačjan pokriva široko območje vzdolž južne meje gorovja Kunlun. Stožec v kalderi Kekešili, za katerega so nekoč mislili, da je bil opazovan med izbruhom na satelitski fotografiji leta 1973, zdaj velja, da ni bil zgodovinsko aktiven.Synonyms & Subfeatures

## Divje živali
Kljub ostremu podnebju v Hoh Šilu domuje več kot 230 vrst divjih živali, od katerih jih je 20 pod zaščito kitajske države, med njimi divji jak, divji osel (Equus kiang), belousti jelen (Cervus albirostris), rjavi medved in ogrožena tibetanska antilopa (Pantholops hodgsonii) ali čiru. Ogromna planotasta pika (Ochotona curzoniae), majhen rovni glodavec, je glavna hrana tukajšnjega rjavega medveda; medvedi se prehranjujejo tudi z jaki in antilopami. Doslej malo znana regija, pa tudi tibetanska antilopa ali čiru, sta po izidu filma Kekexili: Gorska patrulja leta 2004, postali domači imeni na Kitajskem. Jezero Džuonai (卓乃湖) v Hoh Šilu je znano kot zbirališče tibetanske antilope.

## Promet
Železniška proga Činghaj–Tibet in kitajska nacionalna avtocesta 109 potekata vzdolž vzhodne meje rezervata. Predor Fenghuošan, trenutno najvišji železniški predor na svetu (dolg 1338 m, z vhodi na nadmorski višini 4905 m), je bil zgrajen na tem območju.